# Feuillères
Feuillères é uma comuna francesa na região administrativa de Altos da França, no departamento de Somme. Estende-se por uma área de 5,89 km². Em 2010 a comuna tinha 152 habitantes (densidade: 25,8 hab./km²).